# Jorge Hirano
Jorge Hirano Matsumoto (Huaral, 16 agosto 1956) è un ex calciatore peruviano di origini giapponesi.

## Carriera

### Club
Formatosi nelle giovanili dell'Unión Huaral, tra il 1977 e il 1981 giocò in club a regime dilettantistico tra cui il Fujita Kogyo, club giapponese con cui vinse il titolo nazionale nel 1981. Ottenuto un contratto professionistico nel 1982, l'anno successivo approdò allo Sporting Cristal dove vinse il titolo nazionale, per poi trasferirsi nel 1986 in Bolivia al Bolívar nelle cui file segnò 125 reti (di cui 19 nella stagione 1991, in cui si laureò capocannoniere del torneo) che gli valsero il diciassettesimo posto nella classifica dei marcatori del campionato peruviano.

### Nazionale
Conta 36 presenze in nazionale peruviana, esordendo nel 1984 in occasione di un match valevole per le qualificazioni ai Mondiali del 1986. Giocò la 
sua ultima gara in Nazionale subito dopo la Copa América 1991, totalizzando undici reti in sette anni.

### Dopo il ritiro
Ritiratosi dal calcio giocato nel 1994, dopo aver militato nel Deportivo Sipesa e nello Sport Boys Association, si trasferì in Giappone dove si occupa dell'insegnamento di tecnica calcistica.

## Palmarès

### Club
- Japan Soccer League: 1

1981
- Campionato peruviano: 1

1983
- Campionato boliviano: 4

1987, 1988, 1991, 1992

### Individuali
- Capocannoniere della Liga del Fútbol Profesional Boliviano: 1

1991